# Streitkräfte Südrusslands

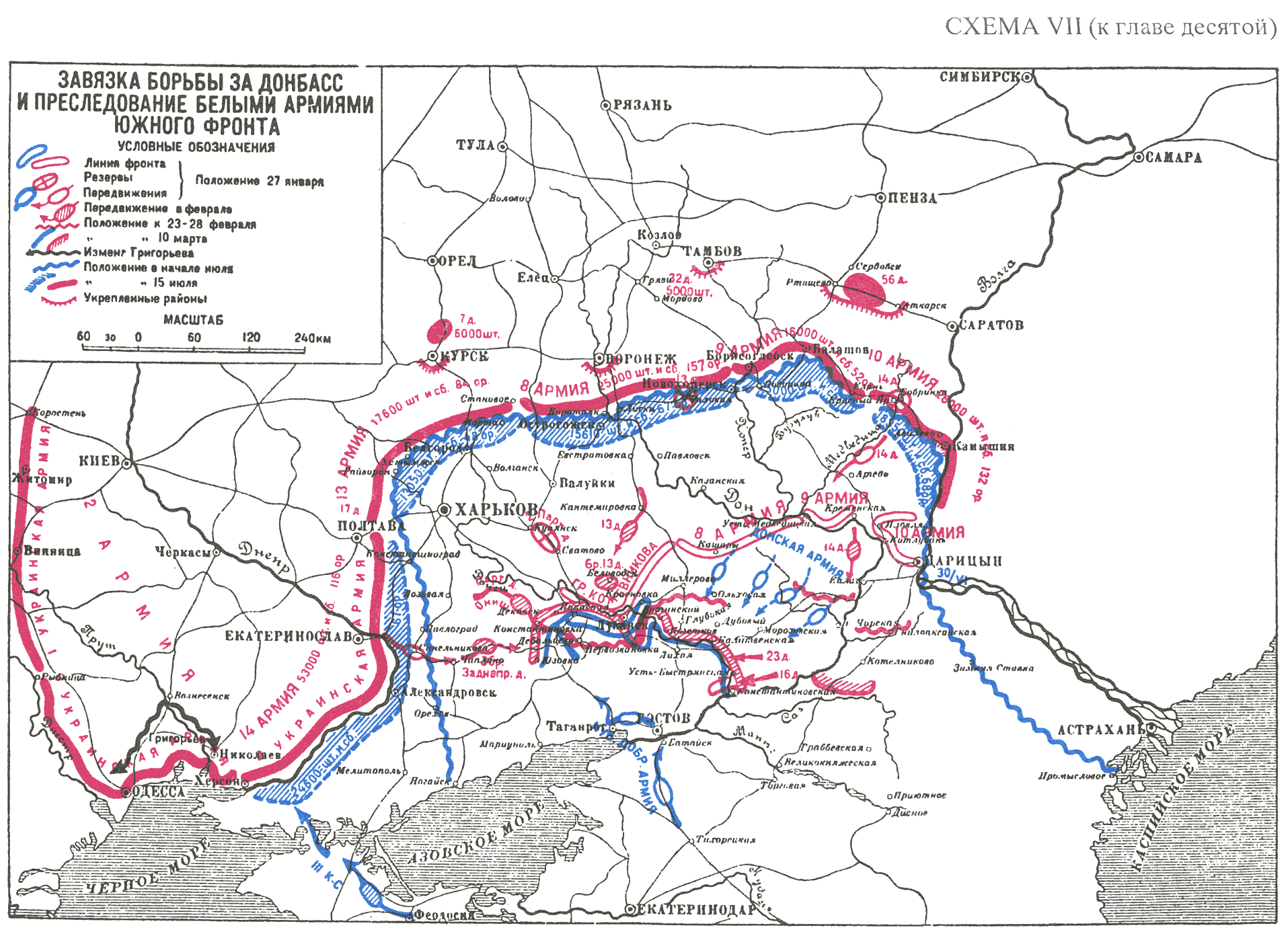
Offensive und Frontverlauf der Streitkräfte Südrusslands in der ersten Hälfte 1919

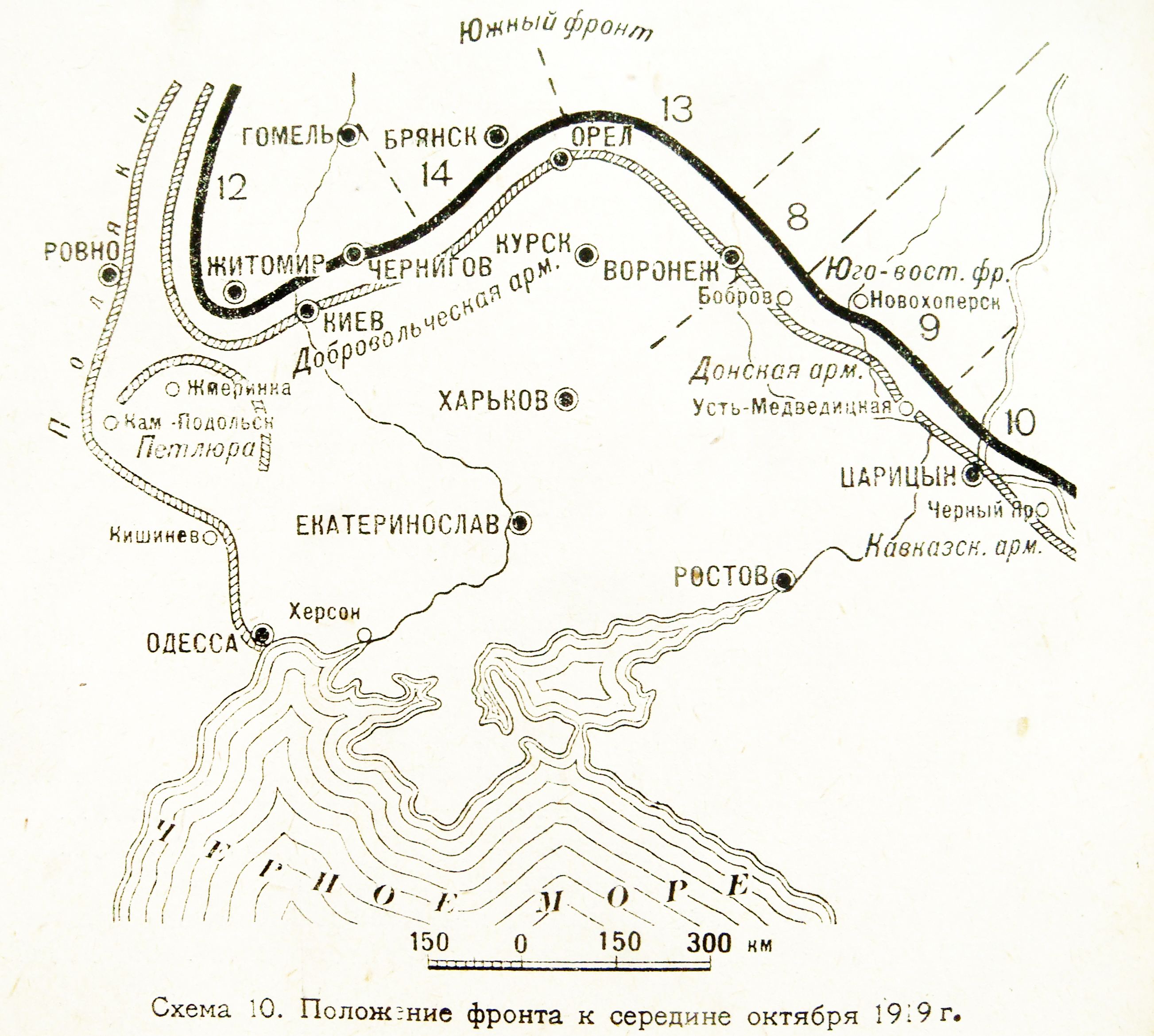
Maximale Territorialkontrolle der Streitkräfte Südrusslands in der zweiten Jahreshälfte 1919. Im Westen bis etwa Woronesch stand die Freiwilligenarmee, daran schloss sich bis etwa Zarizyn die Große Armee des Dons an, noch weiter im Osten stand die Kaukasusarmee

Die Streitkräfte Südrusslands, auch Bewaffneten Kräfte Südrusslands (russisch Вооружённые си́лы Ю́га Росси́и Wooruschjonnyje sily Juga Rossii), war die operativ-strategische Vereinigung der weißen Truppen Südrusslands in den Jahren von 1919 bis 1920 während des Russischen Bürgerkriegs. Sie bildeten die Streitkräfte des kurzlebigen Staates Südrussland.
Gegründet wurden sie am 8. Januar 1919 als Ergebnis der Vereinigung der Freiwilligenarmee und der Großen Armee des Don für den gemeinsamen Kampf gegen die Bolschewiki. Die Kosakengeneräle der Großen Armee des Don widersetzten sich Anfangs einer Unterordnung unter General Anton I. Denikin, aber im Zusammenhang mit dem Abzug der deutschen Armeen, deren Unterstützung sie genossen und dem fortgesetzten Angriff der Roten Armee mussten sie sich mangels ausreichender Kampftruppen Denikin unter Bedingungen der Erhaltung der Autonomie unterwerfen.
Die maximale Zahl der Streitkräfte Südrusslands erreichte im Oktober 1919 - 270.000 Mann, 600 Geschütze, 38 Panzer, 72 Flugzeuge, etwa 120 Schiffe (nach anderen Angaben etwa 160.000 Mann im Juli 1919).
Von Januar bis Dezember 1919 befand sich der Oberbefehlshaber der Streitkräfte Südrusslands, General Denikin, in Taganrog.
Nach der Zerschlagung der Verbände im Kaukasus Vorland bestand die Freiwilligenarmee vom 22. Mai 1919 bis zum 26. und 27. März 1920 in der Ukraine weiter, die verbliebenen Truppen wurden von Noworossijsk auf die Krim evakuiert. Die meisten schlossen sich dann dort Pjotr N. Wrangels Streitkräften an.
Anfang April 1920 übertrug Anton Denikin, Oberbefehlshaber der Streitkräfte Süd-Russlands, alle Befugnisse an Wrangel, der das Kommando über die so genannte „Russische Armee“ oder auch Russische Wrangel-Armee auf der Krim übernahm.